# Anders Askevold
Anders Monssen Askevold, född 25 december 1834 i Askvoll i Sunnfjord i Norge, död 22 oktober 1900 i Düsseldorf i Tyskland, var en norsk landskapsmålare.
Anders Askevold studerade hos Hans Fredrik Gude i Düsseldorf 1856–1859 och därefter i Paris och München. Han flyttade tillbaka till Norge 1866 och bosatte sig i Bergen. Där undervisade han lovande unga konstnärer, bland andra Ole Juul från Vågan. Han målade företrädesvis landskapsmotiv från Norge med djurstaffage. 
Nationalmuseum äger hans Landskap med badande kvinnor och han finns representerad vid bland annat Göteborgs konstmuseum och Nationalmuseum.

## Bildgalleri

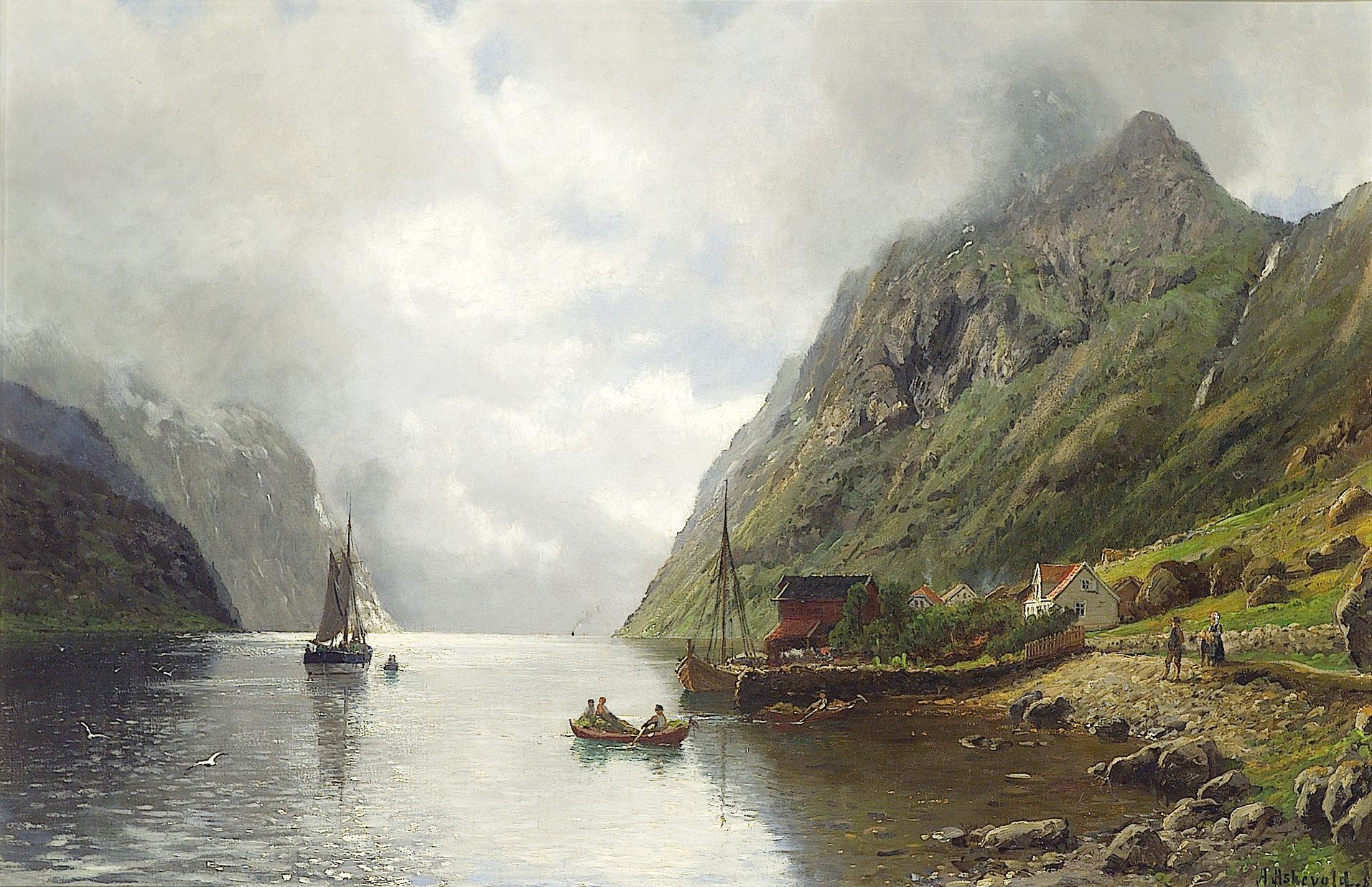
Fjordlandskap
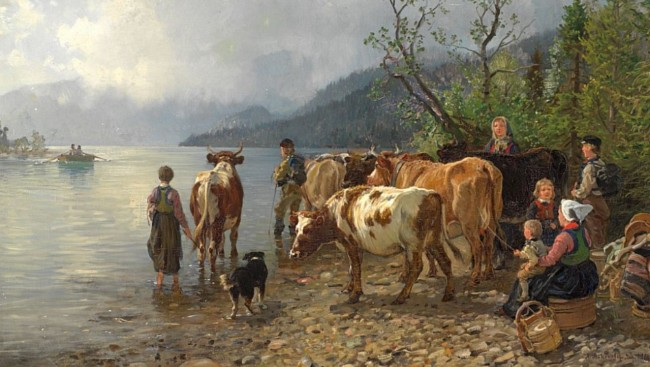
Motiv med kor
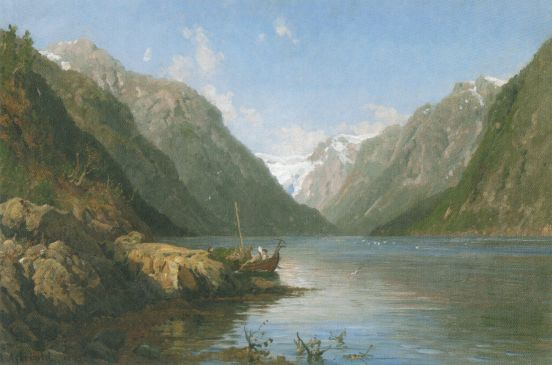
Vetlefjord
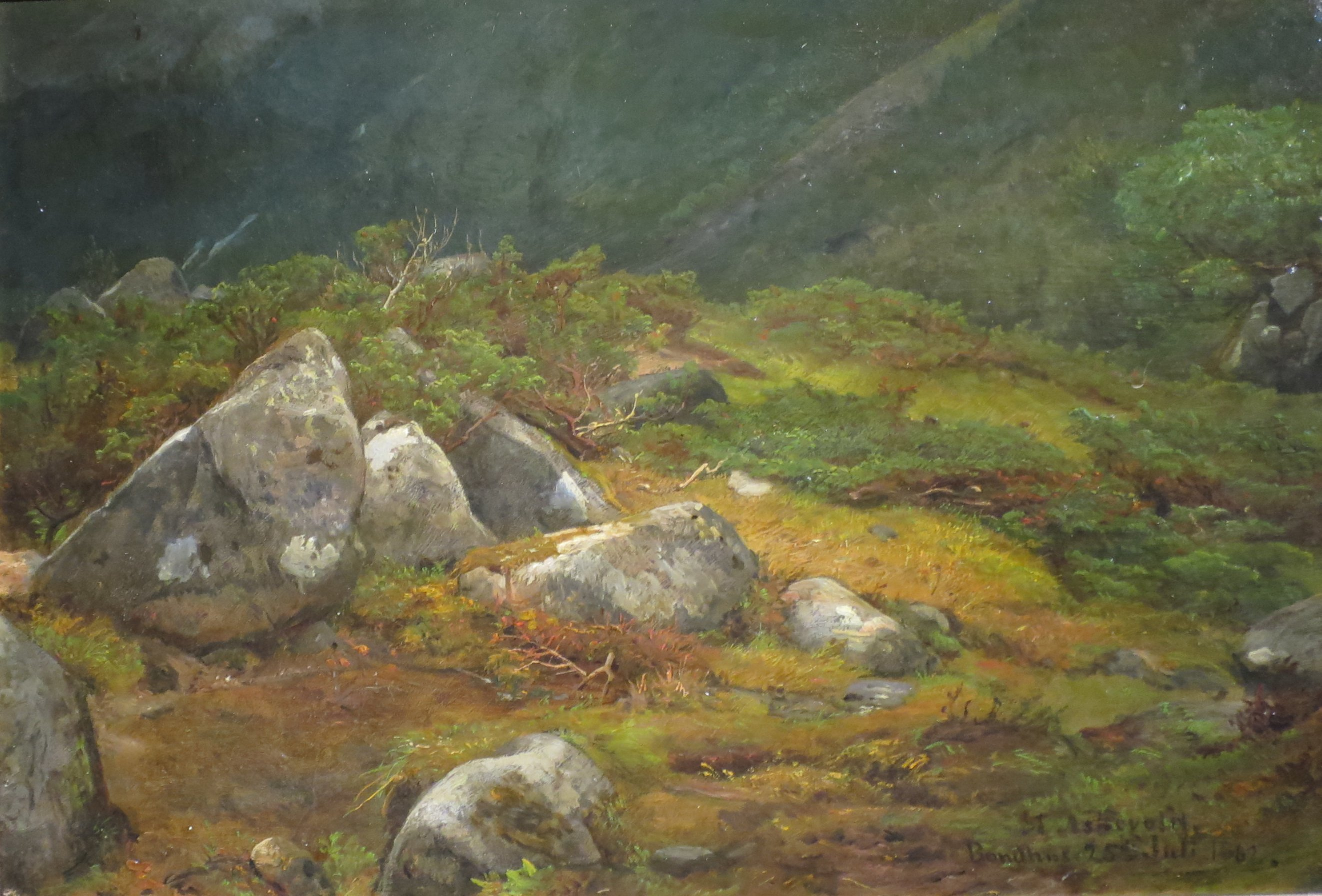
Stenar på en hed
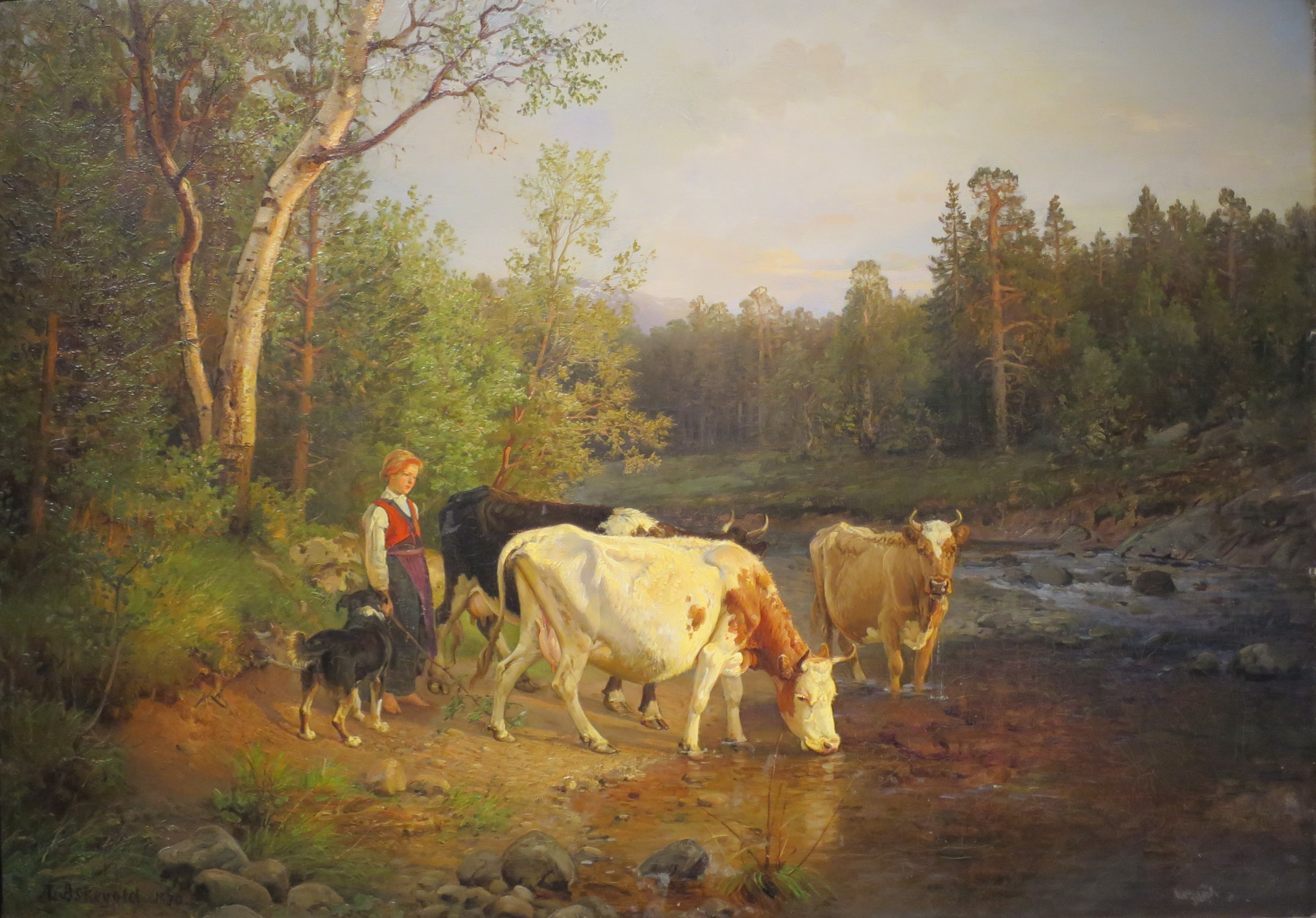
Landskap med kor, 1870
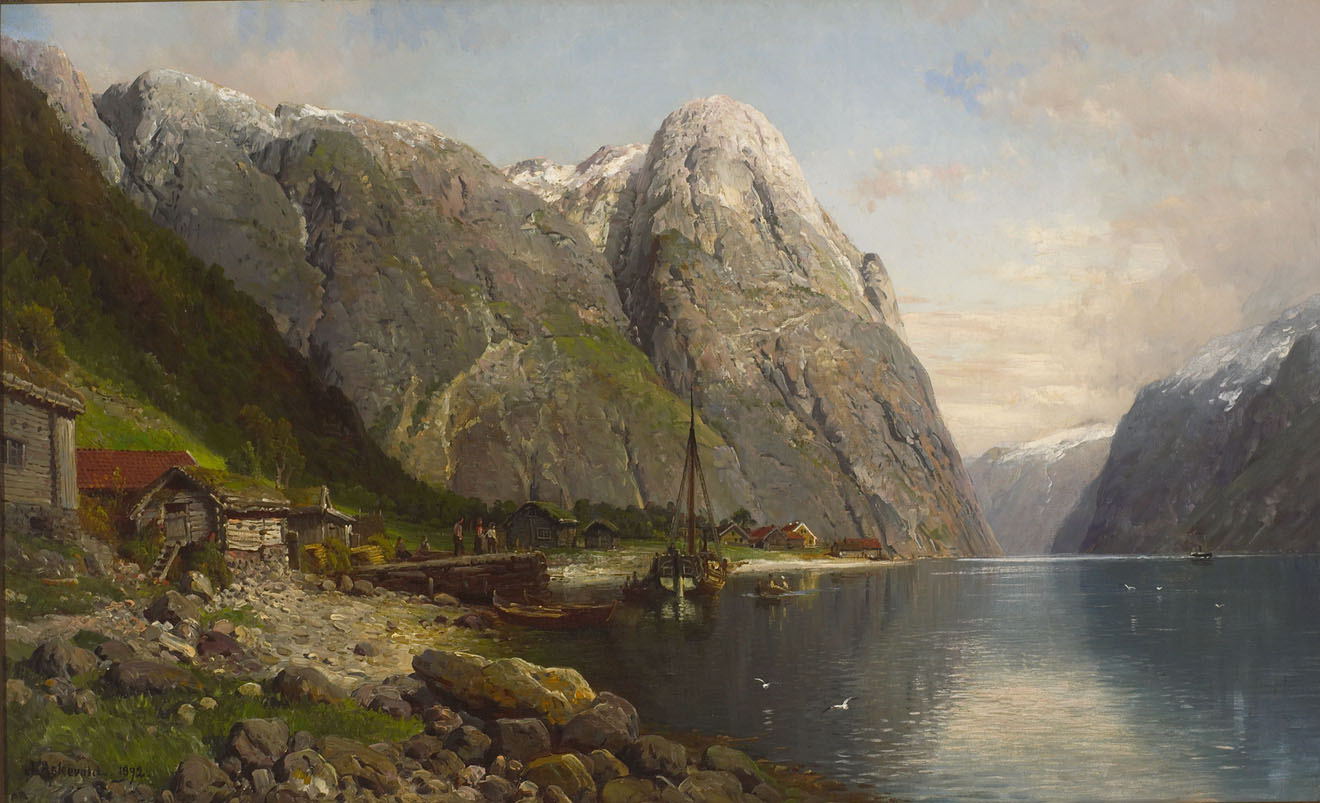
Nærøyfjorden, 1892